# Giro d'Italia de 2022
A 105.ª edição do Giro d'Italia foi uma competição de ciclismo em estrada por etapas que se celebrou entre 6 e 29 de maio de 2022 com início na cidade de Budapeste na Hungria e final em Verona na Itália. O percurso consta de um total de 21 etapas sobre uma distância total de 3445,6 km.
A corrida fez parte do circuito UCI WorldTour de 2022 dentro da categoria 2.uwT. O vencedor da prova foi o australiano Jai Hindley do Bora-Hansgrohe, quem esteve acompanhado no pódio, como segundo e terceiro classificado respectivamente, pelo equatoriano Richard Carapaz do Ineos Grenadiers e o espanhol Mikel Landa do Bahrain Victorious.

## Equipas participantes
Tomaram a partida um total de 22 equipas, dos quais assistiram por direito próprio os 18 equipas de categoria UCI WorldTeam e a equipa Alpecin-Fenix ao ser a melhor equipa UCI ProTeam da temporada anterior. Os restantes 3 lugares foram ocupadas por equipas italianas UCI ProTeam por convite direto dos organizadores da prova ante o cancelamento do Arkéa Samsic, quem também tinha garantida sua participação ao ser o segundo melhor equipa UCI ProTeam da temporada anterior, procurando concentrar o melhor de sua nómina nas outras duas Grandes Voltas: o Tour de France e a Volta a Espanha, além de procurar sua licença para ascender como equipa WorldTour. O pelotão inicial esteve conformado por 176 ciclistas dos quais terminaram 149. As equipas participantes foram:
| Equipes WorldTeam (18)- AG2R Citroën Team - Astana Qazaqstan Team - Bahrain Victorious - Bora-Hansgrohe - BikeExchange-Jayco - Cofidis - Team DSM - EF Education-EasyPost - Groupama-FDJ - Ineos Grenadiers - Intermarché-Wanty-Gobert Matériaux - Israel-Premier Tech - Jumbo-Visma - Lotto-Soudal - Movistar Team - Quick-Step Alpha Vinyl - Trek-Segafredo - UAE Team Emirates Equipes ProTeam (4)- Alpecin-Fenix - Bardiani-CSF-Faizanè - Drone Hopper-Androni Giocattoli - Eolo-Kometa |
| |

## Percorrido
| Etapa | Data       | Percurso                                                       | type                      | Distância (km) | Elevação (m) | Vencedor             | Líder geral          |
| ----- | ---------- | -------------------------------------------------------------- | ------------------------- | -------------- | ------------ | -------------------- | -------------------- |
| 1     | 6 mai.     | Budapeste – Visegrado                                          | etapa plana               | 195            | 900 m        | Mathieu van der Poel | Mathieu van der Poel |
| 2     | 7 mai.     | Budapeste – Budapeste                                          | contrarrelógio individual | 9,2            | 150 m        | Simon Yates          | Mathieu van der Poel |
| 3     | 8 mai.     | Kaposvár – Balatonfüred                                        | etapa plana               | 201            | 890 m        | Mark Cavendish       | Mathieu van der Poel |
|       | 9 de maio  | Dia de descanso                                                | Dia de descanso           |                |              |                      |                      |
| 4     | 10 mai.    | Avola – Etna                                                   | alta montanha             | 172            | 3 500 m      | Lennard Kämna        | Juan Pedro López     |
| 5     | 11 mai.    | Catânia – Messina                                              | etapa plana               | 174            | 1 200 m      | Arnaud Démare        | Juan Pedro López     |
| 6     | 12 mai.    | Palmi – Scalea                                                 | etapa plana               | 192            | 900 m        | Arnaud Démare        | Juan Pedro López     |
| 7     | 13 mai.    | Diamante – Potenza                                             | média montanha            | 196            | 4 510 m      | Koen Bouwman         | Juan Pedro López     |
| 8     | 14 mai.    | Nápoles – Nápoles                                              | etapa escarpada           | 153            | 2 130 m      | Thomas De Gendt      | Juan Pedro López     |
| 9     | 15 mai.    | Isérnia – Blockhaus                                            | alta montanha             | 191            | 5 000 m      | Jai Hindley          | Juan Pedro López     |
|       | 16 de maio | Dia de descanso                                                | Dia de descanso           |                |              |                      |                      |
| 10    | 17 mai.    | Pescara – Jesi                                                 | etapa escarpada           | 196            | 1 760 m      | Biniam Girmay        | Juan Pedro López     |
| 11    | 18 mai.    | Santarcangelo di Romagna – Reggio Emilia                       | etapa plana               | 203            | 480 m        | Alberto Dainese      | Juan Pedro López     |
| 12    | 19 mai.    | Parma – Génova                                                 | etapa escarpada           | 204            | 2 600 m      | Stefano Oldani       | Juan Pedro López     |
| 13    | 20 mai.    | Sanremo – Cuneo                                                | etapa plana               | 150            | 1 450 m      | Arnaud Démare        | Juan Pedro López     |
| 14    | 21 mai.    | Santena – Turim                                                | etapa escarpada           | 147            | 3 000 m      | Simon Yates          | Richard Carapaz      |
| 15    | 22 mai.    | Rivarolo Canavese – Cogne                                      | alta montanha             | 177            | 3 980 m      | Giulio Ciccone       | Richard Carapaz      |
|       | 23 de maio | Dia de descanso                                                | Dia de descanso           |                |              |                      |                      |
| 16    | 24 mai.    | Salò – Aprica                                                  | alta montanha             | 202            | 5 250 m      | Jan Hirt             | Richard Carapaz      |
| 17    | 25 mai.    | Ponte di Legno – Lavarone                                      | alta montanha             | 168            | 3 730 m      | Santiago Buitrago    | Richard Carapaz      |
| 18    | 26 mai.    | Borgo Valsugana – Treviso                                      | etapa plana               | 156            | 1 150 m      | Dries De Bondt       | Richard Carapaz      |
| 19    | 27 mai.    | Marano Lagunare – Santuario della Beata Vergine di Castelmonte | média montanha            | 178            | 3 230 m      | Koen Bouwman         | Richard Carapaz      |
| 20    | 28 mai.    | Belluno – Marmolada                                            | alta montanha             | 168            | 4 490 m      | Alessandro Covi      | Jai Hindley          |
| 21    | 29 mai.    | Verona – Verona                                                | contrarrelógio individual | 17,4           | 280 m        | Matteo Sobrero       | Jai Hindley          |

## Classificações finais
As classificações finalizaram da seguinte forma:

### Classificação geral(Maglia Rosa)
| \| Classificação geral \| Classificação geral \| Classificação geral \| Classificação geral \| Classificação geral \| \| Ciclista \| Ciclista \| Equipe \| Tempo \| \| \| ------------------- \| ------------------- \| ---------------------------------- \| ------------------- \| ------------------- \| \| 1. \| Jai Hindley \| Bora-Hansgrohe \| 86h31m14s \| \| \| 2. \| Richard Carapaz \| Ineos Grenadiers \| + 1m18s \| \| \| 3. \| Mikel Landa \| Bahrain Victorious \| + 3m24s \| \| \| 4. \| Vincenzo Nibali \| Astana Qazaqstan Team \| + 9m02s \| \| \| 5. \| Pello Bilbao \| Bahrain Victorious \| + 9m14s \| \| \| 6. \| Jan Hirt \| Intermarché-Wanty-Gobert Matériaux \| + 9m28s \| \| \| 7. \| Emanuel Buchmann \| Bora-Hansgrohe \| + 13m19s \| \| \| 8. \| Domenico Pozzovivo \| Intermarché-Wanty-Gobert Matériaux \| + 17m29s \| \| \| 9. \| Hugh Carthy \| EF Education-EasyPost \| + 17m54s \| \| \| 10. \| Juan Pedro López \| Trek-Segafredo \| + 18m40s \| \| \| 11. \| Alejandro Valverde \| Movistar Team \| + 23m24s \| \| \| 12. \| Santiago Buitrago \| Bahrain Victorious \| + 24m23s \| \| \| 13. \| Lucas Hamilton \| BikeExchange-Jayco \| + 28m02s \| \| \| 14. \| Guillaume Martin \| Cofidis \| + 28m37s \| \| \| 15. \| Lorenzo Fortunato \| Eolo-Kometa \| + 33m15s \| \| \| 16. \| Pavel Sivakov \| Ineos Grenadiers \| + 41m43s \| \| \| 17. \| Wilco Kelderman \| Bora-Hansgrohe \| + 41m45s \| \| \| 18. \| Thymen Arensman \| Team DSM \| + 42m31s \| \| \| 19. \| Lennard Kämna \| Bora-Hansgrohe \| + 43m58s \| \| \| 20. \| Sam Oomen \| Jumbo-Visma \| + 1h04m22s \| \| |                    |                                    |            |
| |                    |                                    |            |
| Fonte: ProCyclingStats |                    |                                    |            |
| Classificação geral |                    |                                    |            |
| Ciclista | Ciclista           | Equipe                             | Tempo      |
| 1. | Jai Hindley        | Bora-Hansgrohe                     | 86h31m14s  |
| 2. | Richard Carapaz    | Ineos Grenadiers                   | + 1m18s    |
| 3. | Mikel Landa        | Bahrain Victorious                 | + 3m24s    |
| 4. | Vincenzo Nibali    | Astana Qazaqstan Team              | + 9m02s    |
| 5. | Pello Bilbao       | Bahrain Victorious                 | + 9m14s    |
| 6. | Jan Hirt           | Intermarché-Wanty-Gobert Matériaux | + 9m28s    |
| 7. | Emanuel Buchmann   | Bora-Hansgrohe                     | + 13m19s   |
| 8. | Domenico Pozzovivo | Intermarché-Wanty-Gobert Matériaux | + 17m29s   |
| 9. | Hugh Carthy        | EF Education-EasyPost              | + 17m54s   |
| 10. | Juan Pedro López   | Trek-Segafredo                     | + 18m40s   |
| 11. | Alejandro Valverde | Movistar Team                      | + 23m24s   |
| 12. | Santiago Buitrago  | Bahrain Victorious                 | + 24m23s   |
| 13. | Lucas Hamilton     | BikeExchange-Jayco                 | + 28m02s   |
| 14. | Guillaume Martin   | Cofidis                            | + 28m37s   |
| 15. | Lorenzo Fortunato  | Eolo-Kometa                        | + 33m15s   |
| 16. | Pavel Sivakov      | Ineos Grenadiers                   | + 41m43s   |
| 17. | Wilco Kelderman    | Bora-Hansgrohe                     | + 41m45s   |
| 18. | Thymen Arensman    | Team DSM                           | + 42m31s   |
| 19. | Lennard Kämna      | Bora-Hansgrohe                     | + 43m58s   |
| 20. | Sam Oomen          | Jumbo-Visma                        | + 1h04m22s |

### Classificação por pontos(Maglia Ciclamino)
| Classificação por pontos | Classificação por pontos | Classificação por pontos        | Classificação por pontos | Classificação por pontos |
| Ciclista                 | Ciclista                 | Equipe                          | Pontos                   |                          |
| ------------------------ | ------------------------ | ------------------------------- | ------------------------ | ------------------------ |
| 1.                       | Arnaud Démare            | Groupama-FDJ                    | 254 pts                  |                          |
| 2.                       | Fernando Gaviria         | UAE Team Emirates               | 136 pts                  |                          |
| 3.                       | Mark Cavendish           | Quick-Step Alpha Vinyl          | 132 pts                  |                          |
| 4.                       | Mathieu van der Poel     | Alpecin-Fenix                   | 105 pts                  |                          |
| 5.                       | Alberto Dainese          | Team DSM                        | 95 pts                   |                          |
| 6.                       | Dries De Bondt           | Alpecin-Fenix                   | 83 pts                   |                          |
| 7.                       | Simone Consonni          | Cofidis                         | 73 pts                   |                          |
| 8.                       | Phil Bauhaus             | Bahrain Victorious              | 72 pts                   |                          |
| 9.                       | Koen Bouwman             | Jumbo-Visma                     | 71 pts                   |                          |
| 10.                      | Filippo Tagliani         | Drone Hopper-Androni Giocattoli | 70 pts                   |                          |

### Classificação da montanha(Maglia Azzurra)
| Classificação da montanha | Classificação da montanha | Classificação da montanha          | Classificação da montanha | Classificação da montanha |
| Ciclista                  | Ciclista                  | Equipe                             | Pontos                    |                           |
| ------------------------- | ------------------------- | ---------------------------------- | ------------------------- | ------------------------- |
| 1.                        | Koen Bouwman              | Jumbo-Visma                        | 294 pts                   |                           |
| 2.                        | Giulio Ciccone            | Trek-Segafredo                     | 163 pts                   |                           |
| 3.                        | Alessandro Covi           | UAE Team Emirates                  | 102 pts                   |                           |
| 4.                        | Diego Rosa                | Eolo-Kometa                        | 94 pts                    |                           |
| 5.                        | Davide Formolo            | UAE Team Emirates                  | 87 pts                    |                           |
| 6.                        | Jai Hindley               | Bora-Hansgrohe                     | 78 pts                    |                           |
| 7.                        | Lennard Kämna             | Bora-Hansgrohe                     | 78 pts                    |                           |
| 8.                        | Santiago Buitrago         | Bahrain Victorious                 | 71 pts                    |                           |
| 9.                        | Richard Carapaz           | Ineos Grenadiers                   | 65 pts                    |                           |
| 10.                       | Jan Hirt                  | Intermarché-Wanty-Gobert Matériaux | 57 pts                    |                           |

### Classificação dos jovens(Maglia Bianca)
| Classificação dos jovens | Classificação dos jovens | Classificação dos jovens | Classificação dos jovens | Classificação dos jovens |
| Ciclista                 | Ciclista                 | Equipe                   | Tempo                    |                          |
| ------------------------ | ------------------------ | ------------------------ | ------------------------ | ------------------------ |
| 1.                       | Juan Pedro López         | Trek-Segafredo           | 86h49m54s                |                          |
| 2.                       | Santiago Buitrago        | Bahrain Victorious       | + 5m43s                  |                          |
| 3.                       | Pavel Sivakov            | Ineos Grenadiers         | + 23m03s                 |                          |
| 4.                       | Thymen Arensman          | Team DSM                 | + 23m51s                 |                          |
| 5.                       | Luca Covili              | Bardiani CSF Faizanè     | + 1h11m44s               |                          |
| 6.                       | Gijs Leemreize           | Jumbo-Visma              | + 1h41m00s               |                          |
| 7.                       | Vadim Pronskiy           | Astana Qazaqstan Team    | + 1h44m30s               |                          |
| 8.                       | Mauri Vansevenant        | Quick-Step Alpha Vinyl   | + 1h45m04s               |                          |
| 9.                       | Attila Valter            | Groupama-FDJ             | + 1h57m13s               |                          |
| 10.                      | Ben Tulett               | Ineos Grenadiers         | + 2h08m46s               |                          |

### Classificação dos sprint intermediários
| Classificação por velocidade | Classificação por velocidade | Classificação por velocidade    | Classificação por velocidade | Classificação por velocidade |
| Ciclista                     | Ciclista                     | Equipe                          | Pontos                       |                              |
| ---------------------------- | ---------------------------- | ------------------------------- | ---------------------------- | ---------------------------- |
| 1.                           | Filippo Tagliani             | Drone Hopper-Androni Giocattoli | 78 pts                       |                              |
| 2.                           | Mattia Bais                  | Drone Hopper-Androni Giocattoli | 45 pts                       |                              |
| 3.                           | Koen Bouwman                 | Jumbo-Visma                     | 32 pts                       |                              |
| 4.                           | Stefano Oldani               | Alpecin-Fenix                   | 29 pts                       |                              |
| 5.                           | Diego Rosa                   | Eolo-Kometa                     | 28 pts                       |                              |
| 6.                           | Dries De Bondt               | Alpecin-Fenix                   | 25 pts                       |                              |
| 7.                           | Julius van den Berg          | EF Education-EasyPost           | 22 pts                       |                              |
| 8.                           | Richard Carapaz              | Ineos Grenadiers                | 19 pts                       |                              |
| 9.                           | Giulio Ciccone               | Trek-Segafredo                  | 19 pts                       |                              |
| 10.                          | Bauke Mollema                | Trek-Segafredo                  | 19 pts                       |                              |

### Classificação da combatividade
| Classificação da combatividade | Classificação da combatividade | Classificação da combatividade | Classificação da combatividade | Classificação da combatividade |
| Ciclista                       | Ciclista                       | Equipe                         | Pontos                         |                                |
| ------------------------------ | ------------------------------ | ------------------------------ | ------------------------------ | ------------------------------ |

### Classificação por equipas"Super Team"
| Classificação por equipes | Classificação por equipes          | Classificação por equipes | Classificação por equipes |
| Equipe                    | Equipe                             | Tempo                     |                           |
| ------------------------- | ---------------------------------- | ------------------------- | ------------------------- |
| 1.                        | Bahrain Victorious                 | 259h48m12s                |                           |
| 2.                        | Bora-Hansgrohe                     | + 4m07s                   |                           |
| 3.                        | Ineos Grenadiers                   | + 1h22m29s                |                           |
| 4.                        | Intermarché-Wanty-Gobert Matériaux | + 1h23m57s                |                           |
| 5.                        | Astana Qazaqstan Team              | + 2h18m46s                |                           |
| 6.                        | Trek-Segafredo                     | + 2h21m10s                |                           |
| 7.                        | Jumbo-Visma                        | + 2h40m16s                |                           |
| 8.                        | UAE Team Emirates                  | + 3h21m02s                |                           |
| 9.                        | BikeExchange-Jayco                 | + 3h29m58s                |                           |
| 10.                       | Movistar Team                      | + 3h39m45s                |                           |

## Evolução das classificações
| Etapa |                           | Vencedor _           | Classificação geral  | Prêmio por pontos    | Prêmio de montanha   | Juventude        | Metas volantes _             | Fuga _                       | Equipes _                          |
| ----- | ------------------------- | -------------------- | -------------------- | -------------------- | -------------------- | ---------------- | ---------------------------- | ---------------------------- | ---------------------------------- |
| 1     | etapa plana               | Mathieu van der Poel | Mathieu van der Poel | Mathieu van der Poel | Mathieu van der Poel | Biniam Girmay    | Filippo Tagliani Mattia Bais | Filippo Tagliani Mattia Bais | Ineos Grenadiers                   |
| 2     | contrarrelógio individual | Simon Yates          | Mathieu van der Poel | Mathieu van der Poel | Mathieu van der Poel | Matteo Sobrero   | Filippo Tagliani Mattia Bais | Filippo Tagliani Mattia Bais | Jumbo-Visma                        |
| 3     | etapa plana               | Mark Cavendish       | Mathieu van der Poel | Mathieu van der Poel | Rick Zabel           | Matteo Sobrero   | Filippo Tagliani             | Mattia Bais                  | Jumbo-Visma                        |
| 4     | alta montanha             | Lennard Kämna        | Juan Pedro López     | Mathieu van der Poel | Lennard Kämna        | Juan Pedro López | Filippo Tagliani             | Mattia Bais                  | Bora-Hansgrohe                     |
| 5     | etapa plana               | Arnaud Démare        | Juan Pedro López     | Arnaud Démare        | Lennard Kämna        | Juan Pedro López | Filippo Tagliani             | Mattia Bais                  | Bora-Hansgrohe                     |
| 6     | etapa plana               | Arnaud Démare        | Juan Pedro López     | Arnaud Démare        | Lennard Kämna        | Juan Pedro López | Filippo Tagliani             | Mattia Bais                  | Bora-Hansgrohe                     |
| 7     | média montanha            | Koen Bouwman         | Juan Pedro López     | Arnaud Démare        | Koen Bouwman         | Juan Pedro López | Filippo Tagliani             | Mattia Bais                  | Trek-Segafredo                     |
| 8     | etapa escarpada           | Thomas De Gendt      | Juan Pedro López     | Arnaud Démare        | Koen Bouwman         | Juan Pedro López | Filippo Tagliani             | Mattia Bais                  | Intermarché-Wanty-Gobert Matériaux |
| 9     | alta montanha             | Jai Hindley          | Juan Pedro López     | Arnaud Démare        | Diego Rosa           | Juan Pedro López | Filippo Tagliani             | Mattia Bais                  | Bora-Hansgrohe                     |
| 10    | etapa escarpada           | Biniam Girmay        | Juan Pedro López     | Arnaud Démare        | Diego Rosa           | Juan Pedro López | Filippo Tagliani             | Mattia Bais                  | Bora-Hansgrohe                     |
| 11    | etapa plana               | Alberto Dainese      | Juan Pedro López     | Arnaud Démare        | Diego Rosa           | Juan Pedro López | Filippo Tagliani             | Mattia Bais                  | Bora-Hansgrohe                     |
| 12    | etapa escarpada           | Stefano Oldani       | Juan Pedro López     | Arnaud Démare        | Diego Rosa           | Juan Pedro López | Filippo Tagliani             | Mattia Bais                  | Intermarché-Wanty-Gobert Matériaux |
| 13    | etapa plana               | Arnaud Démare        | Juan Pedro López     | Arnaud Démare        | Diego Rosa           | Juan Pedro López | Filippo Tagliani             | Mattia Bais                  | Intermarché-Wanty-Gobert Matériaux |
| 14    | etapa escarpada           | Simon Yates          | Richard Carapaz      | Arnaud Démare        | Diego Rosa           | João Almeida     | Filippo Tagliani             | Mattia Bais                  | Bora-Hansgrohe                     |
| 15    | alta montanha             | Giulio Ciccone       | Richard Carapaz      | Arnaud Démare        | Koen Bouwman         | João Almeida     | Filippo Tagliani             | Mattia Bais                  | Bora-Hansgrohe                     |
| 16    | alta montanha             | Jan Hirt             | Richard Carapaz      | Arnaud Démare        | Koen Bouwman         | João Almeida     | Filippo Tagliani             | Mattia Bais                  | Bora-Hansgrohe                     |
| 17    | alta montanha             | Santiago Buitrago    | Richard Carapaz      | Arnaud Démare        | Koen Bouwman         | João Almeida     | Filippo Tagliani             | Mattia Bais                  | Bahrain Victorious                 |
| 18    | etapa plana               | Dries De Bondt       | Richard Carapaz      | Arnaud Démare        | Koen Bouwman         | Juan Pedro López | Filippo Tagliani             | Mattia Bais                  | Bahrain Victorious                 |
| 19    | média montanha            | Koen Bouwman         | Richard Carapaz      | Arnaud Démare        | Koen Bouwman         | Juan Pedro López | Filippo Tagliani             | Mattia Bais                  | Bahrain Victorious                 |
| 20    | alta montanha             | Alessandro Covi      | Jai Hindley          | Arnaud Démare        | Koen Bouwman         | Juan Pedro López | Filippo Tagliani             | Mattia Bais                  | Bahrain Victorious                 |
| 21    | contrarrelógio individual | Matteo Sobrero       | Jai Hindley          | Arnaud Démare        | Koen Bouwman         | Juan Pedro López | Filippo Tagliani             | Mattia Bais                  | Bahrain Victorious                 |
| Final | Final                     |                      | Jai Hindley          | Arnaud Démare        | Koen Bouwman         | Juan Pedro López | Filippo Tagliani             | Mattia Bais                  | Bahrain Victorious                 |

## Ciclistas participantes e posições finais
| Ineos Grenadiers IGD | Ineos Grenadiers IGD        | Ineos Grenadiers IGD |
| -------------------- | --------------------------- | -------------------- |
| Num                  | Ciclista                    | Pos                  |
| 1                    | Richard Carapaz (ECU) (CRI) | 2.                   |
| 2                    | Jonathan Castroviejo (ESP)  | 64.                  |
| 3                    | Jhonatan Narváez (ECU)      | 42.                  |
| 4                    | Richie Porte (AUS)          | DNF-19               |
| 5                    | Salvatore Puccio (ITA)      | 85.                  |
| 6                    | Pavel Sivakov (FRA)         | 16.                  |
| 7                    | Ben Swift (GBR) (estrada)   | 66.                  |
| 8                    | Ben Tulett (GBR)            | 38.                  |

| AG2R Citroën Team ACT | AG2R Citroën Team ACT   | AG2R Citroën Team ACT |
| --------------------- | ----------------------- | --------------------- |
| Num                   | Ciclista                | Pos                   |
| 11                    | Andrea Vendrame (ITA)   | 55.                   |
| 12                    | Lilian Calmejane (FRA)  | 86.                   |
| 13                    | Mikaël Cherel (FRA)     | 23.                   |
| 14                    | Félix Gall (AUT)        | 50.                   |
| 15                    | Jaakko Hänninen (FIN)   | 90.                   |
| 16                    | Lawrence Naesen (BEL)   | 124.                  |
| 17                    | Nans Peters (FRA)       | 58.                   |
| 18                    | Nicolas Prodhomme (FRA) | 65.                   |

| Alpecin-Fenix AFC | Alpecin-Fenix AFC          | Alpecin-Fenix AFC |
| ----------------- | -------------------------- | ----------------- |
| Num               | Ciclista                   | Pos               |
| 21                | Mathieu van der Poel (NED) | 57.               |
| 22                | Tobias Bayer (AUT)         | 100.              |
| 23                | Dries De Bondt (BEL)       | 109.              |
| 24                | Alexander Krieger (GER)    | NP-14             |
| 25                | Senne Leysen (BEL)         | 118.              |
| 26                | Jakub Mareczko (ITA)       | DNF-4             |
| 27                | Stefano Oldani (ITA)       | 84.               |
| 28                | Oscar Riesebeek (NED)      | 113.              |

| Astana Qazaqstan Team AST | Astana Qazaqstan Team AST | Astana Qazaqstan Team AST |
| ------------------------- | ------------------------- | ------------------------- |
| Num                       | Ciclista                  | Pos                       |
| 31                        | Vincenzo Nibali (ITA)     | 4.                        |
| 32                        | Valerio Conti (ITA)       | DNF-15                    |
| 33                        | David de la Cruz (ESP)    | DNF-20                    |
| 34                        | Joe Dombrowski (USA)      | 22.                       |
| 35                        | Fabio Felline (ITA)       | 41.                       |
| 36                        | Miguel Ángel López (COL)  | DNF-4                     |
| 37                        | Vadim Pronskiy (KAZ)      | 29.                       |
| 38                        | Harold Tejada (COL)       | 56.                       |

| Bahrain Victorious TBV | Bahrain Victorious TBV  | Bahrain Victorious TBV |
| ---------------------- | ----------------------- | ---------------------- |
| Num                    | Ciclista                | Pos                    |
| 41                     | Mikel Landa (ESP)       | 3.                     |
| 42                     | Phil Bauhaus (GER)      | 138.                   |
| 43                     | Pello Bilbao (ESP)      | 5.                     |
| 44                     | Santiago Buitrago (COL) | 12.                    |
| 45                     | Domen Novak (SLO)       | 31.                    |
| 46                     | Wout Poels (NED)        | 34.                    |
| 47                     | Jasha Sütterlin (GER)   | 87.                    |
| 48                     | Jan Tratnik (SLO) (CRI) | DNF-3                  |

| Bardiani CSF Faizanè BCF | Bardiani CSF Faizanè BCF | Bardiani CSF Faizanè BCF |
| ------------------------ | ------------------------ | ------------------------ |
| Num                      | Ciclista                 | Pos                      |
| 51                       | Filippo Zana (ITA)       | 47.                      |
| 52                       | Luca Covili (ITA)        | 24.                      |
| 53                       | Filippo Fiorelli (ITA)   | DNF-5                    |
| 54                       | Davide Gabburo (ITA)     | 53.                      |
| 55                       | Sacha Modolo (ITA)       | 114.                     |
| 56                       | Luca Rastelli (ITA)      | 106.                     |
| 57                       | Alessandro Tonelli (ITA) | 52.                      |
| 58                       | Samuele Zoccarato (ITA)  | DNF-7                    |

| Bora-Hansgrohe BOH | Bora-Hansgrohe BOH     | Bora-Hansgrohe BOH |
| ------------------ | ---------------------- | ------------------ |
| Num                | Ciclista               | Pos                |
| 61                 | Wilco Kelderman (NED)  | 17.                |
| 62                 | Giovanni Aleotti (ITA) | 72.                |
| 63                 | Cesare Benedetti (POL) | 120.               |
| 64                 | Emanuel Buchmann (GER) | 7.                 |
| 65                 | Patrick Gamper (AUT)   | 108.               |
| 66                 | Jai Hindley (AUS)      | 1.                 |
| 67                 | Lennard Kämna (GER)    | 19.                |
| 68                 | Ben Zwiehoff (GER)     | 51.                |

| Cofidis COF | Cofidis COF               | Cofidis COF |
| ----------- | ------------------------- | ----------- |
| Num         | Ciclista                  | Pos         |
| 71          | Guillaume Martin (FRA)    | 14.         |
| 72          | Davide Cimolai (ITA)      | 135.        |
| 73          | Simone Consonni (ITA)     | 121.        |
| 74          | Wesley Kreder (NED)       | 139.        |
| 75          | Anthony Perez (FRA)       | 88.         |
| 76          | Pierre-Luc Périchon (FRA) | 94.         |
| 77          | Rémy Rochas (FRA)         | 71.         |
| 78          | Davide Villella (ITA)     | 63.         |

| Drone Hopper-Androni Giocattoli DRA | Drone Hopper-Androni Giocattoli DRA | Drone Hopper-Androni Giocattoli DRA |
| ----------------------------------- | ----------------------------------- | ----------------------------------- |
| Num                                 | Ciclista                            | Pos                                 |
| 81                                  | Natnael Tesfatsion (ERI)            | DNF-16                              |
| 82                                  | Mattia Bais (ITA)                   | 82.                                 |
| 83                                  | Alexander Cepeda (ECU)              | NP-19                               |
| 84                                  | Andrii Ponomar (UKR) (estrada)      | 117.                                |
| 85                                  | Simone Ravanelli (ITA)              | 91.                                 |
| 86                                  | Eduardo Sepúlveda (ARG)             | 76.                                 |
| 87                                  | Filippo Tagliani (ITA)              | 143.                                |
| 88                                  | Edoardo Zardini (ITA)               | 78.                                 |

| EF Education-EasyPost EFE | EF Education-EasyPost EFE | EF Education-EasyPost EFE |
| ------------------------- | ------------------------- | ------------------------- |
| Num                       | Ciclista                  | Pos                       |
| 91                        | Hugh Carthy (GBR)         | 9.                        |
| 92                        | Jonathan Caicedo (ECU)    | NP-16                     |
| 93                        | Diego Camargo (COL)       | 79.                       |
| 94                        | Simon Carr (GBR)          | NP-8                      |
| 95                        | Magnus Cort (DEN)         | 95.                       |
| 96                        | Owain Doull (GBR)         | DNF-7                     |
| 97                        | Merhawi Kudus (ERI) (CRI) | 61.                       |
| 98                        | Julius van den Berg (NED) | 140.                      |

| Eolo-Kometa EOK | Eolo-Kometa EOK         | Eolo-Kometa EOK |
| --------------- | ----------------------- | --------------- |
| Num             | Ciclista                | Pos             |
| 101             | Lorenzo Fortunato (ITA) | 15.             |
| 102             | Vincenzo Albanese (ITA) | 68.             |
| 103             | Davide Bais (ITA)       | 125.            |
| 104             | Erik Fetter (HUN) (CRI) | 83.             |
| 105             | Francesco Gavazzi (ITA) | 67.             |
| 106             | Mirco Maestri (ITA)     | 96.             |
| 107             | Samuele Rivi (ITA)      | 126.            |
| 109             | Diego Rosa (ITA)        | 77.             |

| Groupama-FDJ GFC | Groupama-FDJ GFC                    | Groupama-FDJ GFC |
| ---------------- | ----------------------------------- | ---------------- |
| Num              | Ciclista                            | Pos              |
| 111              | Arnaud Démare (FRA)                 | 130.             |
| 112              | Clément Davy (FRA)                  | 144.             |
| 113              | Jacopo Guarnieri (ITA)              | 136.             |
| 114              | Ignatas Konovalovas (LTU) (estrada) | 115.             |
| 115              | Tobias Ludvigsson (SWE)             | 102.             |
| 116              | Miles Scotson (AUS)                 | 127.             |
| 117              | Ramon Sinkeldam (NED)               | 132.             |
| 118              | Attila Valter (HUN)                 | 35.              |

| Intermarché-Wanty-Gobert Matériaux IWG | Intermarché-Wanty-Gobert Matériaux IWG | Intermarché-Wanty-Gobert Matériaux IWG |
| -------------------------------------- | -------------------------------------- | -------------------------------------- |
| Num                                    | Ciclista                               | Pos                                    |
| 121                                    | Biniam Girmay (ERI)                    | NP-11                                  |
| 122                                    | Aimé De Gendt (BEL)                    | 105.                                   |
| 123                                    | Jan Hirt (CZE)                         | 6.                                     |
| 124                                    | Barnabás Peák (HUN)                    | 110.                                   |
| 125                                    | Domenico Pozzovivo (ITA)               | 8.                                     |
| 126                                    | Lorenzo Rota (ITA)                     | 32.                                    |
| 127                                    | Rein Taaramäe (EST) (CRI)              | 46.                                    |
| 128                                    | Loïc Vliegen (BEL)                     | DNF-16                                 |

| Israel-Premier Tech IPT | Israel-Premier Tech IPT      | Israel-Premier Tech IPT |
| ----------------------- | ---------------------------- | ----------------------- |
| Num                     | Ciclista                     | Pos                     |
| 131                     | Giacomo Nizzolo (ITA)        | NP-14                   |
| 132                     | Jenthe Biermans (BEL)        | 123.                    |
| 133                     | Matthias Brändle (AUT) (CRI) | 147.                    |
| 134                     | Alexander Cataford (CAN)     | 101.                    |
| 135                     | Alessandro De Marchi (ITA)   | 92.                     |
| 136                     | Alex Dowsett (GBR)           | 134.                    |
| 137                     | Reto Hollenstein (SUI)       | 129.                    |
| 138                     | Rick Zabel (GER)             | 137.                    |

| Jumbo-Visma TJV | Jumbo-Visma TJV                   | Jumbo-Visma TJV |
| --------------- | --------------------------------- | --------------- |
| Num             | Ciclista                          | Pos             |
| 141             | Tom Dumoulin (NED) (CRI)          | DNF-14          |
| 142             | Edoardo Affini (ITA)              | 97.             |
| 143             | Koen Bouwman (NED)                | 21.             |
| 144             | Pascal Eenkhoorn (NED)            | 62.             |
| 145             | Tobias Foss (NOR) (estrada e CRI) | 54.             |
| 146             | Gijs Leemreize (NED)              | 28.             |
| 147             | Sam Oomen (NED)                   | 20.             |
| 148             | Jos van Emden (NED)               | 89.             |

| Lotto-Soudal LTS | Lotto-Soudal LTS          | Lotto-Soudal LTS |
| ---------------- | ------------------------- | ---------------- |
| Num              | Ciclista                  | Pos              |
| 151              | Caleb Ewan (AUS)          | NP-12            |
| 152              | Thomas De Gendt (BEL)     | 74.              |
| 153              | Matthew Holmes (GBR)      | 116.             |
| 154              | Roger Kluge (GER)         | 149.             |
| 155              | Sylvain Moniquet (BEL)    | 48.              |
| 156              | Michaek Schwarzmann (GER) | 133.             |
| 157              | Rüdiger Selig (GER)       | DNF-9            |
| 158              | Harm Vanhoucke (BEL)      | DNF-17           |

| Movistar Team MOV | Movistar Team MOV        | Movistar Team MOV |
| ----------------- | ------------------------ | ----------------- |
| Num               | Ciclista                 | Pos               |
| 161               | Alejandro Valverde (ESP) | 11.               |
| 162               | Jorge Arcas (ESP)        | 60.               |
| 163               | William Barta (USA)      | 59.               |
| 164               | Oier Lazkano (ESP)       | 98.               |
| 165               | Antonio Pedrero (ESP)    | 27.               |
| 166               | José Joaquín Rojas (ESP) | 69.               |
| 167               | Sergio Samitier (ESP)    | DNF-7             |
| 168               | Iván Ramiro Sosa (COL)   | 49.               |

| Quick-Step Alpha Vinyl QST | Quick-Step Alpha Vinyl QST | Quick-Step Alpha Vinyl QST |
| -------------------------- | -------------------------- | -------------------------- |
| Num                        | Ciclista                   | Pos                        |
| 171                        | Mark Cavendish (GBR)       | 145.                       |
| 172                        | Davide Ballerini (ITA)     | 99.                        |
| 173                        | James Knox (GBR)           | 81.                        |
| 174                        | Michael Mørkøv (DEN)       | NP-7                       |
| 175                        | Mauro Schmid (SUI)         | 75.                        |
| 176                        | Pieter Serry (BEL)         | 148.                       |
| 177                        | Bert Van Lerberghe (BEL)   | 146.                       |
| 178                        | Mauri Vansevenant (BEL)    | 30.                        |

| BikeExchange-Jayco BEX | BikeExchange-Jayco BEX        | BikeExchange-Jayco BEX |
| ---------------------- | ----------------------------- | ---------------------- |
| Num                    | Ciclista                      | Pos                    |
| 181                    | Simon Yates (GBR)             | DNF-17                 |
| 182                    | Lawson Craddock (USA) (CRI)   | 107.                   |
| 183                    | Lucas Hamilton (AUS)          | 13.                    |
| 184                    | Michael Hepburn (AUS)         | 112.                   |
| 185                    | Damien Howson (AUS)           | 33.                    |
| 186                    | Christopher Juul-Jensen (DEN) | 93.                    |
| 187                    | Callum Scotson (AUS)          | 80.                    |
| 188                    | Matteo Sobrero (ITA) (CRI)    | 70.                    |

| Team DSM DSM | Team DSM DSM          | Team DSM DSM |
| ------------ | --------------------- | ------------ |
| Num          | Ciclista              | Pos          |
| 191          | Romain Bardet (FRA)   | DNF-13       |
| 192          | Thymen Arensman (NED) | 18.          |
| 193          | Cees Bol (NED)        | NP-14        |
| 194          | Romain Combaud (FRA)  | 104.         |
| 195          | Alberto Dainese (ITA) | 122.         |
| 196          | Nico Denz (GER)       | 111.         |
| 197          | Chris Hamilton (AUS)  | 39.          |
| 198          | Martijn Tusveld (NED) | 43.          |

| Trek-Segafredo TFS | Trek-Segafredo TFS      | Trek-Segafredo TFS |
| ------------------ | ----------------------- | ------------------ |
| Num                | Ciclista                | Pos                |
| 201                | Giulio Ciccone (ITA)    | 25.                |
| 202                | Dario Cataldo (ITA)     | 73.                |
| 203                | Mattias Skjelmose (DEN) | 40.                |
| 204                | Juan Pedro López (ESP)  | 10.                |
| 205                | Bauke Mollema (NED)     | 26.                |
| 206                | Jacopo Mosca (ITA)      | 103.               |
| 207                | Edward Theuns (BEL)     | 131.               |
| 208                | Otto Vergaerde (BEL)    | 119.               |

| UAE Team Emirates UAD | UAE Team Emirates UAD     | UAE Team Emirates UAD |
| --------------------- | ------------------------- | --------------------- |
| Num                   | Ciclista                  | Pos                   |
| 211                   | João Almeida (POR) (CRI)  | NP-18                 |
| 212                   | Rui Oliveira (POR)        | 141.                  |
| 213                   | Rui Costa (POR)           | 44.                   |
| 214                   | Alessandro Covi (ITA)     | 45.                   |
| 215                   | Davide Formolo (ITA)      | 36.                   |
| 216                   | Fernando Gaviria (COL)    | 128.                  |
| 217                   | Maximiliano Richeze (ARG) | 142.                  |
| 218                   | Diego Ulissi (ITA)        | 37.                   |

| Ineos Grenadiers IGD | Ineos Grenadiers IGD        | Ineos Grenadiers IGD |
| -------------------- | --------------------------- | -------------------- |
| Num                  | Ciclista                    | Pos                  |
| 1                    | Richard Carapaz (ECU) (CRI) | 2.                   |
| 2                    | Jonathan Castroviejo (ESP)  | 64.                  |
| 3                    | Jhonatan Narváez (ECU)      | 42.                  |
| 4                    | Richie Porte (AUS)          | DNF-19               |
| 5                    | Salvatore Puccio (ITA)      | 85.                  |
| 6                    | Pavel Sivakov (FRA)         | 16.                  |
| 7                    | Ben Swift (GBR) (estrada)   | 66.                  |
| 8                    | Ben Tulett (GBR)            | 38.                  |

| AG2R Citroën Team ACT | AG2R Citroën Team ACT   | AG2R Citroën Team ACT |
| --------------------- | ----------------------- | --------------------- |
| Num                   | Ciclista                | Pos                   |
| 11                    | Andrea Vendrame (ITA)   | 55.                   |
| 12                    | Lilian Calmejane (FRA)  | 86.                   |
| 13                    | Mikaël Cherel (FRA)     | 23.                   |
| 14                    | Félix Gall (AUT)        | 50.                   |
| 15                    | Jaakko Hänninen (FIN)   | 90.                   |
| 16                    | Lawrence Naesen (BEL)   | 124.                  |
| 17                    | Nans Peters (FRA)       | 58.                   |
| 18                    | Nicolas Prodhomme (FRA) | 65.                   |

| Alpecin-Fenix AFC | Alpecin-Fenix AFC          | Alpecin-Fenix AFC |
| ----------------- | -------------------------- | ----------------- |
| Num               | Ciclista                   | Pos               |
| 21                | Mathieu van der Poel (NED) | 57.               |
| 22                | Tobias Bayer (AUT)         | 100.              |
| 23                | Dries De Bondt (BEL)       | 109.              |
| 24                | Alexander Krieger (GER)    | NP-14             |
| 25                | Senne Leysen (BEL)         | 118.              |
| 26                | Jakub Mareczko (ITA)       | DNF-4             |
| 27                | Stefano Oldani (ITA)       | 84.               |
| 28                | Oscar Riesebeek (NED)      | 113.              |

| Astana Qazaqstan Team AST | Astana Qazaqstan Team AST | Astana Qazaqstan Team AST |
| ------------------------- | ------------------------- | ------------------------- |
| Num                       | Ciclista                  | Pos                       |
| 31                        | Vincenzo Nibali (ITA)     | 4.                        |
| 32                        | Valerio Conti (ITA)       | DNF-15                    |
| 33                        | David de la Cruz (ESP)    | DNF-20                    |
| 34                        | Joe Dombrowski (USA)      | 22.                       |
| 35                        | Fabio Felline (ITA)       | 41.                       |
| 36                        | Miguel Ángel López (COL)  | DNF-4                     |
| 37                        | Vadim Pronskiy (KAZ)      | 29.                       |
| 38                        | Harold Tejada (COL)       | 56.                       |

| Bahrain Victorious TBV | Bahrain Victorious TBV  | Bahrain Victorious TBV |
| ---------------------- | ----------------------- | ---------------------- |
| Num                    | Ciclista                | Pos                    |
| 41                     | Mikel Landa (ESP)       | 3.                     |
| 42                     | Phil Bauhaus (GER)      | 138.                   |
| 43                     | Pello Bilbao (ESP)      | 5.                     |
| 44                     | Santiago Buitrago (COL) | 12.                    |
| 45                     | Domen Novak (SLO)       | 31.                    |
| 46                     | Wout Poels (NED)        | 34.                    |
| 47                     | Jasha Sütterlin (GER)   | 87.                    |
| 48                     | Jan Tratnik (SLO) (CRI) | DNF-3                  |

| Bardiani CSF Faizanè BCF | Bardiani CSF Faizanè BCF | Bardiani CSF Faizanè BCF |
| ------------------------ | ------------------------ | ------------------------ |
| Num                      | Ciclista                 | Pos                      |
| 51                       | Filippo Zana (ITA)       | 47.                      |
| 52                       | Luca Covili (ITA)        | 24.                      |
| 53                       | Filippo Fiorelli (ITA)   | DNF-5                    |
| 54                       | Davide Gabburo (ITA)     | 53.                      |
| 55                       | Sacha Modolo (ITA)       | 114.                     |
| 56                       | Luca Rastelli (ITA)      | 106.                     |
| 57                       | Alessandro Tonelli (ITA) | 52.                      |
| 58                       | Samuele Zoccarato (ITA)  | DNF-7                    |

| Bora-Hansgrohe BOH | Bora-Hansgrohe BOH     | Bora-Hansgrohe BOH |
| ------------------ | ---------------------- | ------------------ |
| Num                | Ciclista               | Pos                |
| 61                 | Wilco Kelderman (NED)  | 17.                |
| 62                 | Giovanni Aleotti (ITA) | 72.                |
| 63                 | Cesare Benedetti (POL) | 120.               |
| 64                 | Emanuel Buchmann (GER) | 7.                 |
| 65                 | Patrick Gamper (AUT)   | 108.               |
| 66                 | Jai Hindley (AUS)      | 1.                 |
| 67                 | Lennard Kämna (GER)    | 19.                |
| 68                 | Ben Zwiehoff (GER)     | 51.                |

| Cofidis COF | Cofidis COF               | Cofidis COF |
| ----------- | ------------------------- | ----------- |
| Num         | Ciclista                  | Pos         |
| 71          | Guillaume Martin (FRA)    | 14.         |
| 72          | Davide Cimolai (ITA)      | 135.        |
| 73          | Simone Consonni (ITA)     | 121.        |
| 74          | Wesley Kreder (NED)       | 139.        |
| 75          | Anthony Perez (FRA)       | 88.         |
| 76          | Pierre-Luc Périchon (FRA) | 94.         |
| 77          | Rémy Rochas (FRA)         | 71.         |
| 78          | Davide Villella (ITA)     | 63.         |

| Drone Hopper-Androni Giocattoli DRA | Drone Hopper-Androni Giocattoli DRA | Drone Hopper-Androni Giocattoli DRA |
| ----------------------------------- | ----------------------------------- | ----------------------------------- |
| Num                                 | Ciclista                            | Pos                                 |
| 81                                  | Natnael Tesfatsion (ERI)            | DNF-16                              |
| 82                                  | Mattia Bais (ITA)                   | 82.                                 |
| 83                                  | Alexander Cepeda (ECU)              | NP-19                               |
| 84                                  | Andrii Ponomar (UKR) (estrada)      | 117.                                |
| 85                                  | Simone Ravanelli (ITA)              | 91.                                 |
| 86                                  | Eduardo Sepúlveda (ARG)             | 76.                                 |
| 87                                  | Filippo Tagliani (ITA)              | 143.                                |
| 88                                  | Edoardo Zardini (ITA)               | 78.                                 |

| EF Education-EasyPost EFE | EF Education-EasyPost EFE | EF Education-EasyPost EFE |
| ------------------------- | ------------------------- | ------------------------- |
| Num                       | Ciclista                  | Pos                       |
| 91                        | Hugh Carthy (GBR)         | 9.                        |
| 92                        | Jonathan Caicedo (ECU)    | NP-16                     |
| 93                        | Diego Camargo (COL)       | 79.                       |
| 94                        | Simon Carr (GBR)          | NP-8                      |
| 95                        | Magnus Cort (DEN)         | 95.                       |
| 96                        | Owain Doull (GBR)         | DNF-7                     |
| 97                        | Merhawi Kudus (ERI) (CRI) | 61.                       |
| 98                        | Julius van den Berg (NED) | 140.                      |

| Eolo-Kometa EOK | Eolo-Kometa EOK         | Eolo-Kometa EOK |
| --------------- | ----------------------- | --------------- |
| Num             | Ciclista                | Pos             |
| 101             | Lorenzo Fortunato (ITA) | 15.             |
| 102             | Vincenzo Albanese (ITA) | 68.             |
| 103             | Davide Bais (ITA)       | 125.            |
| 104             | Erik Fetter (HUN) (CRI) | 83.             |
| 105             | Francesco Gavazzi (ITA) | 67.             |
| 106             | Mirco Maestri (ITA)     | 96.             |
| 107             | Samuele Rivi (ITA)      | 126.            |
| 109             | Diego Rosa (ITA)        | 77.             |

| Groupama-FDJ GFC | Groupama-FDJ GFC                    | Groupama-FDJ GFC |
| ---------------- | ----------------------------------- | ---------------- |
| Num              | Ciclista                            | Pos              |
| 111              | Arnaud Démare (FRA)                 | 130.             |
| 112              | Clément Davy (FRA)                  | 144.             |
| 113              | Jacopo Guarnieri (ITA)              | 136.             |
| 114              | Ignatas Konovalovas (LTU) (estrada) | 115.             |
| 115              | Tobias Ludvigsson (SWE)             | 102.             |
| 116              | Miles Scotson (AUS)                 | 127.             |
| 117              | Ramon Sinkeldam (NED)               | 132.             |
| 118              | Attila Valter (HUN)                 | 35.              |

| Intermarché-Wanty-Gobert Matériaux IWG | Intermarché-Wanty-Gobert Matériaux IWG | Intermarché-Wanty-Gobert Matériaux IWG |
| -------------------------------------- | -------------------------------------- | -------------------------------------- |
| Num                                    | Ciclista                               | Pos                                    |
| 121                                    | Biniam Girmay (ERI)                    | NP-11                                  |
| 122                                    | Aimé De Gendt (BEL)                    | 105.                                   |
| 123                                    | Jan Hirt (CZE)                         | 6.                                     |
| 124                                    | Barnabás Peák (HUN)                    | 110.                                   |
| 125                                    | Domenico Pozzovivo (ITA)               | 8.                                     |
| 126                                    | Lorenzo Rota (ITA)                     | 32.                                    |
| 127                                    | Rein Taaramäe (EST) (CRI)              | 46.                                    |
| 128                                    | Loïc Vliegen (BEL)                     | DNF-16                                 |

| Israel-Premier Tech IPT | Israel-Premier Tech IPT      | Israel-Premier Tech IPT |
| ----------------------- | ---------------------------- | ----------------------- |
| Num                     | Ciclista                     | Pos                     |
| 131                     | Giacomo Nizzolo (ITA)        | NP-14                   |
| 132                     | Jenthe Biermans (BEL)        | 123.                    |
| 133                     | Matthias Brändle (AUT) (CRI) | 147.                    |
| 134                     | Alexander Cataford (CAN)     | 101.                    |
| 135                     | Alessandro De Marchi (ITA)   | 92.                     |
| 136                     | Alex Dowsett (GBR)           | 134.                    |
| 137                     | Reto Hollenstein (SUI)       | 129.                    |
| 138                     | Rick Zabel (GER)             | 137.                    |

| Jumbo-Visma TJV | Jumbo-Visma TJV                   | Jumbo-Visma TJV |
| --------------- | --------------------------------- | --------------- |
| Num             | Ciclista                          | Pos             |
| 141             | Tom Dumoulin (NED) (CRI)          | DNF-14          |
| 142             | Edoardo Affini (ITA)              | 97.             |
| 143             | Koen Bouwman (NED)                | 21.             |
| 144             | Pascal Eenkhoorn (NED)            | 62.             |
| 145             | Tobias Foss (NOR) (estrada e CRI) | 54.             |
| 146             | Gijs Leemreize (NED)              | 28.             |
| 147             | Sam Oomen (NED)                   | 20.             |
| 148             | Jos van Emden (NED)               | 89.             |

| Lotto-Soudal LTS | Lotto-Soudal LTS          | Lotto-Soudal LTS |
| ---------------- | ------------------------- | ---------------- |
| Num              | Ciclista                  | Pos              |
| 151              | Caleb Ewan (AUS)          | NP-12            |
| 152              | Thomas De Gendt (BEL)     | 74.              |
| 153              | Matthew Holmes (GBR)      | 116.             |
| 154              | Roger Kluge (GER)         | 149.             |
| 155              | Sylvain Moniquet (BEL)    | 48.              |
| 156              | Michaek Schwarzmann (GER) | 133.             |
| 157              | Rüdiger Selig (GER)       | DNF-9            |
| 158              | Harm Vanhoucke (BEL)      | DNF-17           |

| Movistar Team MOV | Movistar Team MOV        | Movistar Team MOV |
| ----------------- | ------------------------ | ----------------- |
| Num               | Ciclista                 | Pos               |
| 161               | Alejandro Valverde (ESP) | 11.               |
| 162               | Jorge Arcas (ESP)        | 60.               |
| 163               | William Barta (USA)      | 59.               |
| 164               | Oier Lazkano (ESP)       | 98.               |
| 165               | Antonio Pedrero (ESP)    | 27.               |
| 166               | José Joaquín Rojas (ESP) | 69.               |
| 167               | Sergio Samitier (ESP)    | DNF-7             |
| 168               | Iván Ramiro Sosa (COL)   | 49.               |

| Quick-Step Alpha Vinyl QST | Quick-Step Alpha Vinyl QST | Quick-Step Alpha Vinyl QST |
| -------------------------- | -------------------------- | -------------------------- |
| Num                        | Ciclista                   | Pos                        |
| 171                        | Mark Cavendish (GBR)       | 145.                       |
| 172                        | Davide Ballerini (ITA)     | 99.                        |
| 173                        | James Knox (GBR)           | 81.                        |
| 174                        | Michael Mørkøv (DEN)       | NP-7                       |
| 175                        | Mauro Schmid (SUI)         | 75.                        |
| 176                        | Pieter Serry (BEL)         | 148.                       |
| 177                        | Bert Van Lerberghe (BEL)   | 146.                       |
| 178                        | Mauri Vansevenant (BEL)    | 30.                        |

| BikeExchange-Jayco BEX | BikeExchange-Jayco BEX        | BikeExchange-Jayco BEX |
| ---------------------- | ----------------------------- | ---------------------- |
| Num                    | Ciclista                      | Pos                    |
| 181                    | Simon Yates (GBR)             | DNF-17                 |
| 182                    | Lawson Craddock (USA) (CRI)   | 107.                   |
| 183                    | Lucas Hamilton (AUS)          | 13.                    |
| 184                    | Michael Hepburn (AUS)         | 112.                   |
| 185                    | Damien Howson (AUS)           | 33.                    |
| 186                    | Christopher Juul-Jensen (DEN) | 93.                    |
| 187                    | Callum Scotson (AUS)          | 80.                    |
| 188                    | Matteo Sobrero (ITA) (CRI)    | 70.                    |

| Team DSM DSM | Team DSM DSM          | Team DSM DSM |
| ------------ | --------------------- | ------------ |
| Num          | Ciclista              | Pos          |
| 191          | Romain Bardet (FRA)   | DNF-13       |
| 192          | Thymen Arensman (NED) | 18.          |
| 193          | Cees Bol (NED)        | NP-14        |
| 194          | Romain Combaud (FRA)  | 104.         |
| 195          | Alberto Dainese (ITA) | 122.         |
| 196          | Nico Denz (GER)       | 111.         |
| 197          | Chris Hamilton (AUS)  | 39.          |
| 198          | Martijn Tusveld (NED) | 43.          |

| Trek-Segafredo TFS | Trek-Segafredo TFS      | Trek-Segafredo TFS |
| ------------------ | ----------------------- | ------------------ |
| Num                | Ciclista                | Pos                |
| 201                | Giulio Ciccone (ITA)    | 25.                |
| 202                | Dario Cataldo (ITA)     | 73.                |
| 203                | Mattias Skjelmose (DEN) | 40.                |
| 204                | Juan Pedro López (ESP)  | 10.                |
| 205                | Bauke Mollema (NED)     | 26.                |
| 206                | Jacopo Mosca (ITA)      | 103.               |
| 207                | Edward Theuns (BEL)     | 131.               |
| 208                | Otto Vergaerde (BEL)    | 119.               |

| UAE Team Emirates UAD | UAE Team Emirates UAD     | UAE Team Emirates UAD |
| --------------------- | ------------------------- | --------------------- |
| Num                   | Ciclista                  | Pos                   |
| 211                   | João Almeida (POR) (CRI)  | NP-18                 |
| 212                   | Rui Oliveira (POR)        | 141.                  |
| 213                   | Rui Costa (POR)           | 44.                   |
| 214                   | Alessandro Covi (ITA)     | 45.                   |
| 215                   | Davide Formolo (ITA)      | 36.                   |
| 216                   | Fernando Gaviria (COL)    | 128.                  |
| 217                   | Maximiliano Richeze (ARG) | 142.                  |
| 218                   | Diego Ulissi (ITA)        | 37.                   |

Convenções:
- AB-N: Abandono na etapa "N"
- FLT-N: Retiro por chegada fora do limite de tempo na etapa "N"
- NTS-N: Não tomou a saída para a etapa "N"
- DES-N: Desclassificado ou expulsado na etapa "N"

## UCI World Ranking
O Giro de Itália outorgou outorgará pontos para o UCI World Ranking para corredores das equipas nas categorias UCI WorldTeam, UCI ProTeam e Continental. As seguintes tabelas mostram o barómetro de pontuação e os dez corredores que obtiveram mais pontos:
| Posição                  | 1.º | 2.º | 3.º | 4.º | 5.º | 6.º | 7.º | 8.º | 9.º | 10.º | 11.º | 12.º | 13.º | 14.º | 15.º | 16.º | 17.º | 18.º | 19.º | 20.º | 21.º - 25.º | 26.º - 30.º | 31.º - 40.º | 41.º - 50.º | 51.º - 55.º | 56.º - 60.º |
| Classificação geral      | 850 | 680 | 575 | 460 | 380 | 320 | 260 | 220 | 180 | 140  | 120  | 100  | 84   | 68   | 60   | 56   | 52   | 48   | 44   | 40   | 32          | 24          | 20          | 16          | 12          | 8           |
| Por etapa                | 100 | 40  | 20  | 12  | 4   |     |     |     |     |      |      |      |      |      |      |      |      |      |      |      |             |             |             |             |             |             |
| Líder                    | 20  |     |     |     |     |     |     |     |     |      |      |      |      |      |      |      |      |      |      |      |             |             |             |             |             |             |
| Classificação secundária | 100 | 40  | 20  |     |     |     |     |     |     |      |      |      |      |      |      |      |      |      |      |      |             |             |             |             |             |             |

Nota:
1. ↑  Só classificações da regularidade e a montanha.

| Classificação |                      |                                    |       |       |       |            |       |
| Posição       | Ciclista             | Equipa                             | Geral | Etapa | Líder | Secundária | Total |
| ------------- | -------------------- | ---------------------------------- | ----- | ----- | ----- | ---------- | ----- |
| 1.º           | Jai Hindley          | Bora-Hansgrohe                     | 850   | 160   | 20    | -          | 1030  |
| 2.º           | Richard Carapaz      | Ineos Grenadiers                   | 680   | 60    | 120   | -          | 860   |
| 3.º           | Mikel Landa          | Bahrain Victorious                 | 575   | 12    | -     | -          | 587   |
| 4.º           | Vincenzo Nibali      | Astana Qazaqstan                   | 460   | 12    | -     | -          | 472   |
| 5.º           | Arnaud Démare        | Groupama-FDJ                       | -     | 352   | -     | 100        | 452   |
| 6.º           | Jan Hirt             | Intermarché-Wanty-Gobert Matériaux | 320   | 120   | -     | -          | 440   |
| 7.º           | Pello Bilbao         | Bahrain Victorious                 | 380   | 20    | -     | -          | 400   |
| 8.º           | Juan Pedro López     | Trek-Segafredo                     | 140   | 40    | 200   | -          | 380   |
| 9.º           | Koen Bouwman         | Jumbo-Visma                        | 32    | 200   | -     | 100        | 332   |
| 10.º          | Mathieu van der Poel | Alpecin-Fenix                      | 8     | 200   | 60    | -          | 268   |